# Rendez-vous (álbum de Andreea Banica)
Rendez-vous é o primeiro álbum de estúdio da carreira da cantora pop romena Andreea Banica, lançado originalmente em 23 de maio de 2007 pela gravadora Cat Music. O álbum é o segundo trabalho lançado pela cantora, a considerar o último álbum do grupo Blondy, onde Andreea Banica era a última integrante restante no grupo para a gravação do quarto álbum, exigencia do contrato. Rendez-vous, trouxa doze faixas produzidas por Laurentiu Duta, Marius Moga e Sandy Deac, além de composições de Simplu, Laurentiu Duta e Taraful din Clejani, conhecidos compositores romenos. O álbum em poucas semanas alcançou o primeiro lugar dentre os mais vendidos, alcançando certificado de ouro pelo IFPI.

## Faixas
| N.º | Título              | Duração |  |
| 1.  | "Rendez-vous"       | 3:31    |  |
| 2.  | "Show-Biz Baby"     | 3:18    |  |
| 3.  | "Black Sea Queen"   | 2:47    |  |
| 4.  | "Vei Veni"          | 3:50    |  |
| 5.  | "Magic Love"        | 3:29    |  |
| 6.  | "Ganduri"           | 3:28    |  |
| 7.  | "10 Ani"            | 3:21    |  |
| 8.  | "Fiesta"            | 3:46    |  |
| 9.  | "Incredere"         | 3:33    |  |
| 10. | "Nu Ma Mai Iubesti" | 3:58    |  |
| 11. | "E Cineva"          | 3:14    |  |

## Posições
| Paradas (2001/2002)                                 | Posições |
| --------------------------------------------------- | -------- |
| Bulgária - Bulgarian Association of Music Producers | 2        |
| Chéquia - IFPI Česká Republika                      | 4        |
| Eslovênia - IFPI Slovenská Republika                | 6        |
| Hungria - Magyar Hanglemezkiadók Szövetsége         | 1        |
| Lituânia - Lithuania Álbuns Chart                   | 3        |
| Roménia - Romanian Álbuns Chart                     | 1        |
| Sérvia - IFPI                                       | 14       |
| Ucrânia - Ukrainian Álbuns Chart                    | 37       |

## Histórico de lançamento
| País           | Data                   | Formato          | Gravadora |
| -------------- | ---------------------- | ---------------- | --------- |
| Roménia        | 25 de maio de 2007     | CD               | Cat Music |
| Bulgária       | 27 de maio de 2007     | CD               | Cat Music |
| Hungria        | 27 de maio de 2007     | CD               | Cat Music |
| Europa         | 17 de setembro de 2008 | CD               | Cat Music |
| Estados Unidos | 6 de outubro de 2009   | digital download | EMI       |